# 387

## Decese
- dată necunoscută: Cei șapte tineri din Efes  (n. ?)
- dată necunoscută: Sfânta Monica  (n. 332)
- dată necunoscută: Alatheus  (n. ?)